# Kidder (Missouri)
Kidder – miasto w Stanach Zjednoczonych, w stanie Missouri, w hrabstwie Caldwell.